# Volkher Häusler

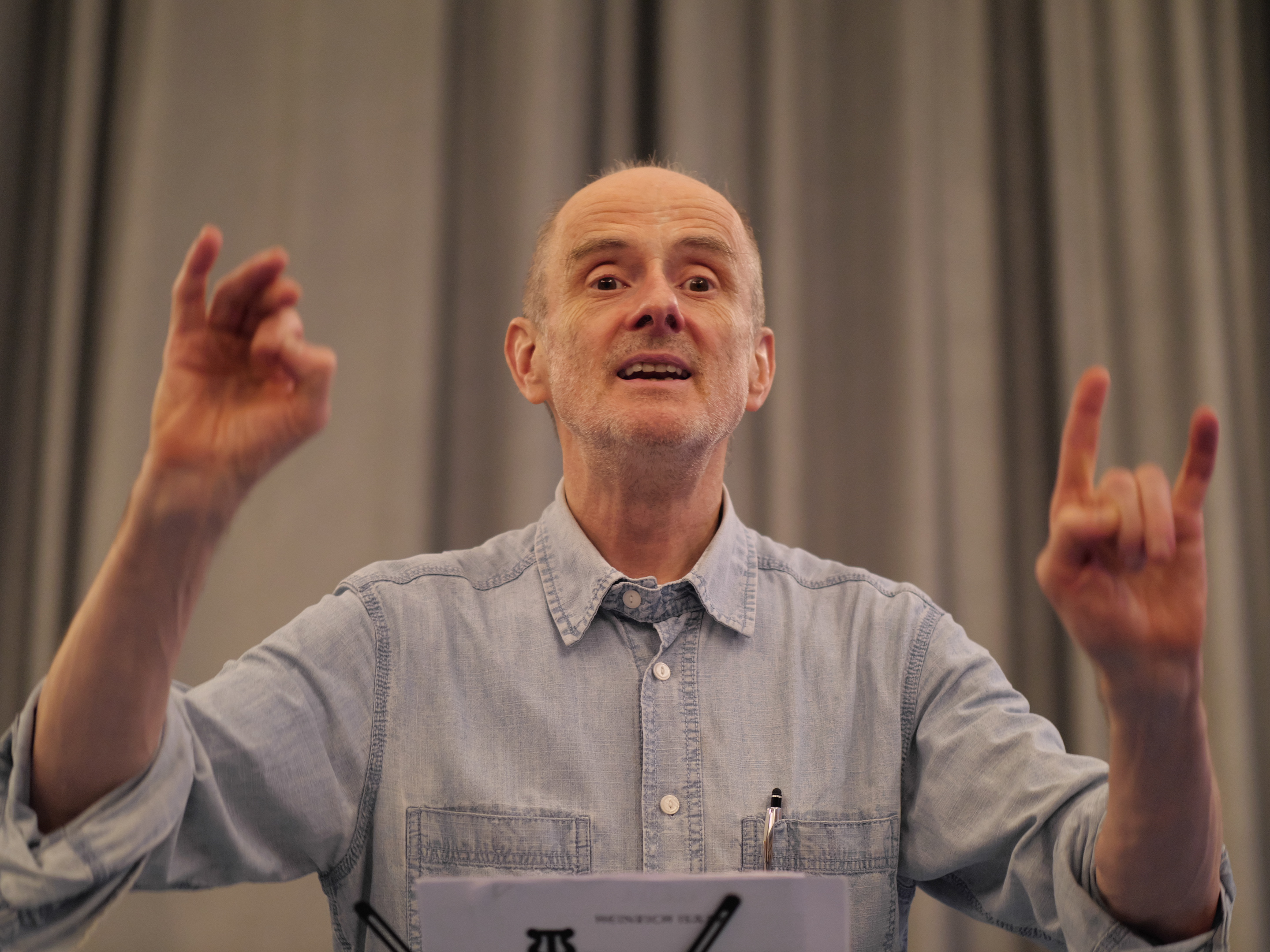
Volkher Häusler beim Dirigat während der Probenarbeit (2022)

Volkher Häusler (* 14. August 1958 in Krumbach) ist ein deutscher Dirigent und Kirchenmusiker. Er ist künstlerischer Leiter des MendelssohnKammerChors Berlin.

## Leben

### München
Volkher Häusler legte sein Abitur 1979 am Theresien-Gymnasium München ab. Anschließend begann er ein Musikstudium an der Hochschule für Musik München, wo er unter anderem von Hedwig Bilgram und im Fach Chorleitung von Fritz Schieri und Max Frey unterrichtet wurde. Bei einem Sommerkurs wurde er vom Musikwissenschaftler Wilhelm Ehmann unterrichtet. 1980 nahm er an einem Meisterkurs zur barocken Aufführungspraxis teil, der von dem Tenor Ernst Haefliger und dem Dirigenten und Hochschullehrer Diethard Hellmann geleitet wurde. 1981 begann er ein Zusatzstudium im Fach Konzertorgel bei Hedwig Bilgram. 1983 schloss er seine Studien in München mit dem A-Examen ab.

### Berlin
Nach der Übersiedlung nach Berlin war Volkher Häusler als Organist tätig und setzte er 1983 seine Studien an der Universität der Künste Berlin fort. Er übernahm 1989 auch die Leitung eines Seminars zur Stimmbildung der Fachakademie für Evangelische Kirchenmusik Bayreuth.
1992 nahm er an einem Meisterkurs der Internationalen Bachakademie Stuttgart unter der Leitung von Helmuth Rilling teil.

### Weimar
Von 1994 bis 1999 studierte er im Hauptfach Orchesterdirigieren an der Hochschule für Musik Franz Liszt Weimar, wo er besonders von Colin Metters und Gunter Kahlert geprägt wurde und mit dem Kapellmeister-Diplom abschloss. Während dieses Studiums wurde er unter anderem im Fach Chorleitung von Gert Frischmuth und im Fach Cembalospiel von Bernhard Klapprott unterrichtet und nahm auch an Meisterkursen bei George Alexander Albrecht und Eric Ericson teil.

## Künstlerische Tätigkeit
In den letzten beiden Studienjahren in Berlin übte Volkher Häusler am Theater Erfurt die Tätigkeit als Korrepetitor aus. Seit 2001 wirkte er auch als Solorepetitor mit Dirigierverpflichtung als Assistent des Generalmusikdirektors am Theater Rostock. Beim Schönebecker Operettensommer war er seit 1998 als ständiger Gastdirigent engagiert. 2004 war er als Gastdozent an der Hochschule für Musik Köln tätig.
1986 gründete Volkher Häusler mit der Kreuzberger Kantorei ein professionelles Vokalensemble, unter dessen Mitwirkung er 1989 mehrere Rundfunkproduktionen leitete. Er leitete mit dem 2005 von Kreuzberger Kantorei in MendelssohnKammerChor Berlin umbenannten Ensemble auch mehrere Uraufführungen von Volker Wangenheim, bei dem er von 2004 bis 2006 weitere Dirigierstudien absolvierte.
Volkher Häusler arbeitete unter anderem mit Orchestern wie der Jenaer Philharmonie, der Mitteldeutschen Kammerphilharmonie und der Norddeutschen Philharmonie, sowie mit Künstlern wie Andreas Baesler, Helge Leiberg, Josef Protschka und Arila Siegert zusammen. Er setzt sich für das Schaffen des Kirchenmusikers und Komponisten Arnold Mendelssohn ein. In einer Kooperation mit der Mendelssohn-Gesellschaft Berlin setzte er sich für die Aufführung von bisher unbekannte musikalischen Schätzen der Familie Mendelssohn ein.
Volkher Häusler arbeitet auch als Pianist, Liedbegleiter und Komponist und unterrichtet in den Fächern Dirigieren, Korrepetition, Gesang und Chorische Stimmbildung.

## Diskografie (Auswahl)
- Kreuzberger Kantorei / Volkher Häusler: Schütz, Bach, Distler (1993)
- Kreuzberger Kantorei / Volkher Häusler: Pepping-Collection – Volume 10: Missa Dona nobis pacem, Ein jegliches hat seine Zeit, Choralsätze[15]
- MendelssohnKammerChor Berlin / Volkher Häusler: Lukas-Passion von Heinrich Schütz (2004)[16]